# Emmanuel Burton
Emmanuel Burton (Nijvel, 14 januari 1973) is een Belgisch politicus voor de liberale MR..

## Levensloop
Burton werd beroepshalve landbouwer.
In oktober 2000 werd hij voor de toenmalige PRL verkozen tot gemeenteraadslid van Villers-la-Ville, waar hij van januari 2001 tot maart 2006 schepen was en sinds maart 2006 burgemeester is. Ook was hij van 2006 tot 2014 provincieraadslid van de provincie Waals-Brabant.
Bij de federale verkiezingen van 25 mei 2014 stond hij op de MR-lijst van de kieskring Waals-Brabant voor de Kamer van volksvertegenwoordigers en werd hij verkozen met 6403 voorkeurstemmen. In 2019 werd hij herkozen als Kamerlid. Als Kamerlid ging hij zich bezighouden met de domeinen verkeer en infrastructuur en werd hij ook actief in de commissie Binnenlandse Zaken. Burton zetelde tot aan de federale verkiezingen van 9 juni 2024 en stond toen als eerste opvolger op de lijst.